# Лебедев, Козьма Васильевич
Козьма Васильевич Лебедев (1799—1884) — надворный советник, адъюнкт по кафедре общей патологии и терапии Московского университета.

## Биография
Козьма Лебедев родился в семье весьма бедных родителей духовного звания. Воспитывался в Рязанской духовной семинарии, откуда в 1820 году поступил на медицинский факультет Московского университета. В 1824 году окончил курс лекарем 1-го отделения.
С 11 марта до 10 декабря 1825 года служил частным врачом в Москве. В 1827—1828 годах выдержал экзамен, а 11 ноября 1829 года защитил диссертацию на степень доктора медицины. Затем был командирован на Воробьёвы горы для борьбы с холерой среди чернорабочих. В 1831 году он был назначен адъюнктом по кафедре общей патологии и терапии в Московском университете и в то же время состоял врачом при Московской удельной конторе. Читал в университете общую патологию, общую терапию, фармакологию с рецептурой. В 1836 году в результате университетской реформы был уволен за штат.
В 1839 году Лебедев был избран в адъюнкты Московской медико-хирургической академии по кафедре общей терапии и фармакологии с рецептурой, но и отсюда был уволен вследствие закрытия академии. в 1860-х годах служил при Московском попечительстве о бедных. Последние годы жизни Лебедев провёл в маленьком имении Тихом, недалеко от станции Пушкино, по Московско-Ярославской железной дороги, где он и умер 17 июля 1884 года.

## Научные работы
Лебедеву принадлежат следующие печатные работы:
- «De febre adinamica vulgo dictu putrida» М. 1829 г. (докторская диссертация);
- «О средствах к скорейшему усовершенствованию медицины в России» («Вестник естественных наук и медицины», 1829 г., кн. III);
- «Краткое учение о горячках», М. 1831 г.;
- «О повальных болезнях», лекция («Учен. Записки Моск. университета» 1833 г., ч. II, кн. 6);
- «О пищеварении» (там же, ч. III, кн. 7 и 9);
- «О жизни, письмо к проф. Максимовичу» (там же, 1834 г., ч. ІV, кн. 12);
- «Содержание общей патологии», лекция (там же, 1835 г., ч. VII, кн. 7);
- «Общая антропология». М. 1835 г.;
- «О способах лечения и их разделении», лекция («Ученые Записки Моск. университета», 1836 г., ч. Х, кн. 4);
- «Опыт критического обозрения нозологических систем Линнея, Фогеля, Саважа, Согара, Куллена, Пипеля, Мудрова, Шенлейна, Дядьковского, Гуда и Сокольского», М., 1840 г.;
- «Руководство к общей терапии», М., 1841 г.;
- «Общая фармакология», М., 1842 г.;
- «Практическая фармакология», М., 1842 г. (второе издание вышло под названием «Наука о лекарствах или фармакология» М., 1853 г.);
- «Рецептура», М., 1843 г.;
- «О повальных болезнях и в частности холере» («Московские Ведомости», 1849 г., № 106—109).

Кроме того, Лебедев напечатал ряд статей в повременных же медицинских изданиях и издал книгу под названием: «Практическая медицина: рассуждение о действии лекарств на человеческое тело», соч. проф. И. Дядьковского, с его биографией. М., 1847 г.